# Šumadija
Šumadija, (serbisk kyrilliska: Шумадија, med betydelsen Skogsområde, ibland kallat "Serbiens hjärta", är en region i centrala Serbien. Šumadija är en grönskande och bördig jordbruksbygd.

## Betydelse
Šumadija kan översättas till "skogsområde", även om stora delar av skogen i regionen har avverkats och utnyttjats, vilket har resulterat i att tidigare skogbeklädda områden nu är borta.

## Städer i Šumadija
- Belgrad
- Kragujevac
- Krusevac
- Čačak
- Aranđelovac
- Gornji Milanovac
- Jagodina
- Smederevo
- Smederevska Palanka
- Mladenovac
- Lazarevac
- Velika Plana

## Orter i Šumadija
- Knić
- Varvarin
- Topola
- Lapovo
- Ljig
- Grocka
- Belanovica
- Rača
- Barajevo
- Sopot
- Batočina
- Rekovac
- Jabučje